# Zecchino d’Oro
A Zecchino d'Oro (magyarul: Aranytallér) olasz televíziós műsor, nemzetközi gyerekdalfesztivál. A műsor az 1960-as évek után született olasz gyerekek legnézettebb műsora, számos a fesztiválon énekelt gyerekdal a mai napig ismert. A műsort az olaszok kulturális örökségüknek tekintik, amit még az UNESCO is támogat. Híres dalok: Volevo un gatto nero, Il coccodrillo come fa?, Il caffè della Peppina, Quarantaquattro gatti.

## Története
A műsor ötletét Cino Tortorella színész adta, aki Zurlì, il mago del giovedì című gyerekműsorban a címszereplő volt. A Triennale di Milano múzeumban egy rendezvényen találkozott vállalkozókat, akiket kért, hogy fektessenek be pénzt egy gyermekeknek szánt műsorba. Tortorella egy Sanremói Fesztiválhoz hasonló műsorra gondolt. A Zecchino d'Oro 1959. szeptember 24-én került először adásba.
Az első műsort Pinokkiónak szentelték, mivel a műsor címét a meséből vették: Pinokkió elhíreszteli, hogy az elültetett aranytallérokból aranyfa fog kinőni.
1961-től a műsort Bolognában forgatják, amit a ferences-rendi Antoniano egyesület támogat.
1963-ig a részt vevő gyerekek háttérvokálok nélkül énekeltek, ám ettől az évtől az Antoniano egyesület Piccolo Coro dell'Antoniano gyermekkórusa adja a dalok kíséretét, amit Mariele Ventre vezényelt. A fesztivál dalai ettől az évtől jelennek meg lemezen.
1965-ben a műsort az Antoniano által fenntartott színházban kialakított televíziós stúdióban forgatták. A fesztivál ez évi dalaiért VI. Pál pápa is köszönetet mondott.
1969-ben a műsort először Eurovízióban közvetítették, amivel rekord nézettséget ért el: 150 millióan nézték, ennél a Holdra szállás volt csak nézettebb. A siker ellenére a RAI 1973-ban a műsor időtartamát lecsökkentette egy napossá. Ebben az évben Tortorella szerepelt utoljára Mago Zurlíként. A műsorban elhangzó dalokhoz már nem volt élő zenekari kíséret. A dalok zenei alapjait előre felvették innentől kezdve.
1976-tól a műsor nemzetközivé vált: 7 olasz és 7 külföldi dal versengett egymással. Ebben az évben bevezettek a legszebb olasz és legszebb külföldi dalnak járó két Zecchino d'Argento (Ezüsttallér) díjat. Az adás nemzetközivé válásában még az UNICEF is segített.
Az 1991-es műsor után a bevételek egyrészét jótékonysági célokra fordítják, így jött létre a Fiore della Solidarietà (Szolidaritás Virága) nevű alap, amely többek közt a délszláv háborúban áldozattá vált gyerekeknek épített kórházat.
1995-ben volt utoljára karnagy Mariele Ventre, aki a műsor után nem sokkal 56 évesen mellrákban meghalt. Helyét Sabrina Simoni vette át.
2006-ban volt látható a műsorban utoljára Topo Gigio, a kesztyűbáb egér, helyét Geronimo Stilton vette át.
2016-ban a Rai döntése nyomán a műsort négy szombat este közvetítik.

## Győztes dalok

### Zecchino d'Oro
- 1959: Quartetto - Giusi Guercilena
- 1960: Fiaba - Attilio Martignoni
- 1961: Le stelle - Vittorio Dognini
- 1962: La giacca rotta - Raymond Debono (Málta)
- 1963: Non lo faccio più - Gianfranco Tonello
- 1964: Il pulcino ballerino - Viviana Stucchi
- 1965: Dagli una spinta - Carlo Alberto Travaglino
- 1966: I fratelli del Far-West - Federico Frosini e Sandro Violet
- 1967: Popoff - Valter Brugiolo
- 1968: Quarantaquattro gatti - Barbara Ferigo
- 1969: Tippy il coniglietto hippy - Paolo Lanzini
- 1970: La nave Gelsomina dirindirindina - Antonella Baldini e Stefano Romanelli
- 1971: Il caffè della Peppina - Marina D'Amici e Simonetta Gruppioni
- 1972: Tre scozzesi - Marco Ferri, Cesare Francalanci e Gabriele Gatti
- 1973: La sveglia birichina - Fabiola Ricci e Caterina Zarelli
- 1974: Cocco e Drilli - Maria Federica Gabucci, Sabrina Mantovani, Claudia Pignatti e Alessandro Strano
- 1975: La figlia del re di Castiglia - Sandro Bianchi e Jole Dalla Riva
- 1976 (első adás): La Teresina - Francesca Bernardi e Antonio Marchesini
- 1976 (második adás): Gugù bambino dell'età della pietra - Enrico Zanardi  / Nozze nel bosco - Olaf Stief ()
- 1977: I pescatori del Canada - Gennaro Palumbo ()
- 1978: Cecki! Cecki!...Aih! - Szabó Ágnes ()
- 1979: Un bambino - Daniela Migliarini
- 1980: Ho visto un rospo - Maria Armanda De Jesus Lopes ()
- 1981: A mosca cieca - Michael Burke ()
- 1982: Farfalla in città - Veronica Fragola
- 1983: Evviva noi - Elisa Gamberini () / O che bella balla  - Salome Hadji Neophytou ()
- 1984: Per me cantare è un gioco - Diana Yamile Rubio Vásquez ()
- 1985: Riprendiamoci la fantasia - Alice Lenaz
- 1986: Siamo tutti re - Awrin Haque () / Amor di tamburello - Tưởng Vy Đình Nguyễn () / Parla tu che parlo io - Kovács Lídia ()
- 1987: Canzone amica - Fabio Etter
- 1988: Cane e gatto - Rosalba Labile e Carla Tommolini
- 1989: Corri topolino - Nicolas Torselli
- 1990: Nonno Superman - Elena Masiero / E nelle onde che baraonde - Emanuele Triolo
- 1991: Monta in mountain bike - Filippo Gasparre
- 1992: Un giallo in una mano - Jada Calzavara, Graziano Cugno e Davide Ianniti
- 1993: Il coccodrillo come fa? - Carlo Andrea Masciadri e Gabriele Patriarca
- 1994: Metti la canottiera - Leonardo Curcio
- 1995: Il sole verrà - Evgenia Otradnykh ()
- 1996: È meglio Mario - Fabio Troiano
- 1997: Un bambino terribile - Mattia Pisanu
- 1998: La terraluna - Hala Al Sabbagh ()
- 1999: La mia bidella Candida - Giulia Sbaraglia
- 2000: Il cuoco pasticcione - Federica Colucci
- 2001: Il singhiozzo - Matteo Bellu
- 2002: Lo Stelliere - Gabriele Carlini
- 2003: Le tagliatelle di nonna Pina - Ottavia Dorrucci
- 2004: Il gatto puzzolone - Mauro Farci
- 2005: Il pistolero - Davide Caci
- 2006: Wolfango Amedeo - Davide Angelelli e Matilde Angelelli
- 2007: Ma che mondo l'acquario - Virgilia Siddi
- 2008: Le piccole cose belle - Alice Risolino
- 2009: La doccia col cappotto - Francesca Melis e Giulia Panfilio
- 2010: Il contadino - Giovanni Pellizzari / Un topolino, un gatto e… un grande papà - Irene Citarrella
- 2011: Un punto di vista strambo - Michela Maria Perri ed Enrico Turetta
- 2012: Il mio nasino - Massimo Spiccia
- 2013: Quel secchione di Leonardo - Maria Cristina Camarda e Jacopo Golin / Due nonni innamorati - Nayara Benzoni
- 2014: Chi ha paura del buio? - Edoardo Barchi e Alessia Chianese
- 2015: Prendi un'emozione - Greta Cacciolo
- 2016: Quel bulletto del carciofo - Chiara Masetti
- 2017: Una parola magica - Sara Calamelli
- 2018: La rosa e il bambino - Martina Galasso e Alyssia Palombo
- 2019: Acca - Rita Longordo
- 2020: Custodi del mondo -  Anita Bartolomei
- 2021: Superbabbo - Zoe Adamello[7] (Adamelli[8])

### Zecchino d'Argento
- 1976 (első adás): Quattrocentocinquanta bottoni - Andrea Palmiotti / Teru terubozu - Jun Aguni ()
- 1976 (második adás): Riccardo cuor di leopardo - Giampaolo Bisanti / Torero al pomodoro - Cristina Spottorno De Las Morenas ()
- 1977: Rapa - rapanello - Hanna Kedaj e Katarzyna Górecka () / Rumbakatumba - David Masseroni
- 1978: Cecki..Cecki ..Aih! - Szabó Ágnes () / Alibombo - Diego Cerusico e Emanuela Barra
- 1979: Un bambino - Daniela Migliarini / Un sole tutto mio - Silvia dall'Olio ()
- 1980: Ho visto un rospo - Maria Amanda De Jesus Lopes () / Banjo blu - Simone Gonella / La vera storia di rock e roll - Monica Spagnoletti e Christian Grazioli
- 1981: Magunda - Grace Ssentongo e Gertrude Ssentongo () / Zia Nena - Marco Mezzadri
- 1982: Che bello-llo...! - Audrey Bourgeois () / Il chierichetto - Riccardo Viti
- 1983: Arirang - Hong I-Jin e Hong I-Kyung () / Attacca al chiodo quel fucile! - Gian Luca Buonsignore / Piccolo uomo nero - Stefania Carlini e Christian Palmieri
- 1984: Bam-Bù - Desiree Spagnulo / Per me cantare è un gioco - Diana Yamile Rubio Vásquez ()
- 1985: Non ci gioco più - José Giulherme Da Gama () / BIT - Patrizia Ottonello
- 1986: Pubbli pubbli pubblicità - Emanuele Piseddu / Amico - Guerric Riedi ()
- 1987: Mille voci una voce - Olga Malakhova () / Canzone amica - Fabio Etter / Le frittelle - Fabio Spasiano / Oh mamà, papà - Matteo Rossi
- 1988: Un maggiolino speciale - Carla Gazeau Codinach () / Cane e gatto - Rosalba Labile e Carla Tommolini
- 1989: L'allegria - Roxana Constantinescu () / Ho visto un re - Miriam Neglia
- 1990: Mother's day - Iona Limond () / Un papero nero - Angelo Carcangiu, Roberta Fabiano, Arturo Passalacqua
- 1991: Sette matitine - Vanessa Martins () / Monta in mountain bike - Filippo Gasparre
- 1992: I pupazzetti - Adriana De Ros Raventós () / Un giallo in una mano - Jada Calzavara, Graziano Cugno e Davide Ianniti
- 1993: La barchetta di carta - Alba Nacinovich () / Pesciolino rosso - Serena Signorile / Il coccodrillo come fa - Carlo Andrea Masciadri e Gabriele Patriarca
- 1994: Se voglio - Liisi Koikson () / Scuola rap - Claudia Sorvillo ed Assia Veneruso
- 1995: Samurai - Koichi Soga () / Amico nemico - Roberta Pagnetti
- 1996: Casa mia - Aqilah Anuar () / L'astronave di Capitan Rottame - Marco Palmas
- 1997: Sottosopra - Emily Meade () / Un bambino terribile - Mattia Pisanu
- 1998: Terra - Neiza Carola Salas Alipa () / La mamma della mamma - Liliana Neglia
- 1999: Basta un sorriso - Soleil Mahani Ahmad Kamil () / Lumacher - Danilo Napolitano
- 2000: I gol di Zé - Fernando Henrique Biagio () / Il cuoco pasticcione - Federica Colucci / Il rock della K - Sebastiano Raciti
- 2001: Piove piove - Bennet Francis () / Il singhiozzo - Matteo Bellu
- 2002: Se ci credi anche tu - Halldóra Baldvinsdóttir () / Per un amico - Lucilla Minervini
- 2003: Il cielo di Beirut - Marie Abou Khaled () / Il mio fratellino a distanza - Federica Pettineo
- 2004: Una stella a Betlemme - Milad Nicola Elias Fatouleh () /Tali e quali - Denise e Sharon Ramella / Il gatto puzzolone - Mauro Farci
- 2005: Lo zio Bé - Aleksej Žigalkovič () / Inventa una poesia - Maria Vincenza Carenza
- 2006: Lo scriverò nel vento - Deniz Ünel () / È solo un gioco - Daniele Rizzitiello
- 2007: Un'altalena in cielo - Annatendai Gonah () / Il bullo citrullo - Lorenzo Nonnis / Amici per la pelle - Matteo Guazzini e Mattia Lucchesi
- 2013: Quel secchione di Leonardo - Maria Cristina Camarda e Jacopo Golin
- 2014: Il domani - Sara Guglielmelli

## Magyar résztvevők
A műsorban számos külföldi ország is részt vett, a műsor történetében eddig 3 magyar résztvevője volt:
- 1978-ban Zecchino d'Argento (Ezüsttallér) díjat nyert Szabó Ágnes Cecki! Cecki...Aih! /Szőke kislány megy a kútra, Hajaha! című olasz-magyar nyelvű dallal.[9]
- 1982-ben Illés Barbara Vanessa, la fattoressa/ Jó Gazd'Asszony című olasz-magyar nyelvű dalával szerepelt.[10]
- 1986-ban Kovács Lídia elnyerte az Aranytallér-díjat a Parla tu che parlo io/Beszélj te, hogy beszélhessek című olasz-magyar nyelvű dalával.[11]